# Tocolisi
La tocolisi (dal greco τόκος, tòkos, «atto di partorire» e λύσις, lysis, «dissoluzione, scissione») consiste nella somministrazione preventiva di farmaci con lo scopo di arrestare o diminuire le contrazioni uterine.
Tale somministrazione avviene quando le contrazioni si verificano in epoca pretermine e quando il parto apporterebbe più rischi al feto rispetto al proseguimento della gravidanza.
Infatti l'obiettivo non è quello di prolungare il più possibile la gravidanza ma piuttosto quello di migliorare la prognosi neonatale (cosiddetto outcome) e numerosi studi hanno dimostrato che il solo utilizzo della tocolisi, pur essendo in grado di prolungare la gravidanza di alcuni giorni, non migliora la prognosi fetale. 
A tale scopo invece è sicuramente utile la somministrazione materna intramuscolare di betametasone (due somministrazioni da 12 mg a distanza di 24 ore l'una dall'altra); i benefici di tale terapia cortisonica derivano dalla capacità di stimolare la produzione di surfattante a livello del polmone fetale e prevenire di conseguenza la temibile Sindrome da Distress Respiratorio Neonatale (RDS).
Con l'adozione sistematica di tale terapia in caso di minaccia di parto pretermine si è ottenuta una riduzione notevole della mortalità perinatale nei nati pretermine (circa il 50%).
La tocolisi diventa utile in prospettiva dell'utilizzo della terapia cortisonica; infatti, prolungando la gravidanza di circa 6-7 giorni, consente l'esecuzione del ciclo completo di betametasone che per essere eseguito e risultare efficace richiede almeno 48-72 ore.
Quando la tocolisi viene utilizzata a lungo termine (p. es., vasosuprina assunta in compresse per lunghi periodi) aumentano gli effetti collaterali e spesso, anche se la gravidanza si protrae ulteriormente, la prognosi neonatale non migliora più.

## Tipi di agenti
Non esiste un chiaro agente tocolitico di prima linea.
Vengono utilizzati vari tipi di agenti, con diverse percentuali di successo ed effetti collaterali. Alcuni farmaci non sono specificamente approvati dalla Food and Drug Administration (FDA) degli Stati Uniti per l'uso nel fermare le contrazioni uterine nel travaglio pretermine, ma il loro uso non è classificato come off-label.
| Farmaco                        | Meccanismo di azione                         | Descrizione | Possibile controindicazioni | Effetti collaterali materni | Effetti collaterali fetali e neonatali |
| ------------------------------ | -------------------------------------------- | --- | --- | --- | --- |
| Terbutalina                    | β2-agonista                                  | Viene spesso somministrato come primo il farmaco, soprattutto se c'è solo un basso rischio di parto pretermine.                                                     | Aritmie cardiache, diabete | Aritmie cardiache o cardiopolmonari, edema polmonare, ischemia miocardica, ipertensione, tachicardia, morte | Tachicardia fetale, iperinsulinemia, ipoglicemia, ipertrofia miocardica e del setto, ischemia miocardica                                                                                           |
| Ritodrina                      | β2-agonista                                  | Non più approvato dalla FDA | Malattia della tiroide e diabete scarsamente controllati | Iperglicemia metabolica, iperinsulinemia, ipopotassiemia, antidiuresi, alterata funzionalità tiroidea, tremore fisiologico, palpitazioni, nausea o vomito, febbre, allucinazioni | Tachicardia neonatale, ipoglicemia, ipocalcemia, iperbilirubinemia, ipotensione, emorragia intraventricolare                                                                                       |
| Fenoterolo                     | β2-agonista                                  | | Diabete | | |
| Salbutamolo                    | β2-agonista                                  | | Diabete | | |
| Isoproterenolo (Gynipral)      | β2-agonista                                  | Not FDA approved | Ipertiroidismo, malattie cardiovascolari, glaucoma, distacco di placenta, sanguinamento vaginale, malattie infiammatorie dei genitali interni, 1º trimestre di gravidanza, allattamento | Vertigini, ansia, tremore, iperidrosi, tachicardia, ipotensione, iperglicemia, edema | Ipoglicemia, broncospasmo, shock anafilattico |
| Nifedipina (Procardia, Adalat) | Antagonista del calcio                       | È uno degli agenti tocolitici più comunemente usati. | Malattie cardiache | Vampate, mal di testa, vertigini, nausea, ipotensione transitoria. La somministrazione di calcio-antagonisti deve essere usata con cautela nei pazienti con malattia renale e ipotensione. L'uso concomitante di calcio-antagonisti e magnesio solfato può causare collasso cardiovascolare | |
| Atosiban                       | Antagonista del recettore dell'ossitocina    | Meno effetti collaterali dei β2-agonisti | | | |
| Indometacina                   | FANS                                         | | Chiusura del dotto arterioso, insufficienza renale o epatica significativa | Nausea, bruciore di stomaco | Chiusura del dotto arterioso, ipertensione polmonare, diminuzione reversibile della funzione renale con oligoidramnios, emorragia intraventricolare, iperbilirubinemia, enterocolite necrotizzante |
| Sulindac                       | FANS                                         | | Disturbi della coagulazione o trombocitopenia, asma sensibile ai FANS, altra sensibilità ai FANS                                                                                        | | |
| Solfato di magnesio            | Inibitore della catena leggera della miosina | Indicato per essere inefficace per ritardare la nascita o interrompere la nascita prematura. Le meta-analisi non sono riuscite a supportarlo come agente tocolitico | Controindicazione assoluta: miastenia gravis. L'uso come agente tocolitico può provocare la morte del feto o del bambino.                                                               | Vampate, letargia, mal di testa, debolezza muscolare, diplopia, secchezza delle fauci, edema polmonare, arresto cardiaco | Letargia, ipotonia, depressione respiratoria, demineralizzazione con uso prolungato |

I bloccanti del canale del calcio (come la nifedipina) e gli antagonisti dell'ossitocina (come l'atosiban) possono ritardare il parto da 2 a 7 giorni, a seconda della velocità di somministrazione del farmaco.Altrimenti, la tocolisi ha raramente successo oltre le 24-48 ore perché i farmaci attuali non alterano i fondamenti dell'attivazione del parto. Tuttavia, posticipare il parto prematuro di 48 ore sembra sufficiente per consentire alle donne in gravidanza di essere trasferite in un centro specializzato nella gestione del parto pretermine, e quindi somministrare corticosteroidi con la possibilità di ridurre l'immaturità degli organi neonatali.
L'efficacia di agonisti β-adrenergici, atosiban e indometacina ha un odds ratio del parto entro 24 ore di 0,54 (intervallo di confidenza al 95% (CI): 0,32-0,91) e 0,47 entro 48 ore (OR 0,47, 95% CI: 0,30-0,75).